# Тильоле
Тильоле (итал. Tigliole) — коммуна в Италии, располагается в регионе Пьемонт, в провинции Асти.
Население составляет 1705 человек (2008 г.), плотность населения составляет 106 чел./км². Занимает площадь 16 км². Почтовый индекс — 14016. Телефонный код — 0141.
Покровителем коммуны почитается святой Лаврентий, празднование 10 августа.

## Демография
Динамика населения:

## Администрация коммуны
- Официальный сайт: http://www.comune.tigliole.at.it